# Spartiates d'Oran
Les Spartiates d’Oran (ou Spartiates d’Eckmühl) est le nom d'un patronage omnisports algérien créé en 1929 à Eckmühl, un quartier d'Oran.
Si sa réputation reste attachée au basket-ball, discipline dans laquelle il est sacré champion de l’Union française en 1949, des sections de gymnastique et de handball ont également eu des résultats probants.
Le club était localisé à la salle situé au 42 rue Henri Poincaré, Oran.

## Historique

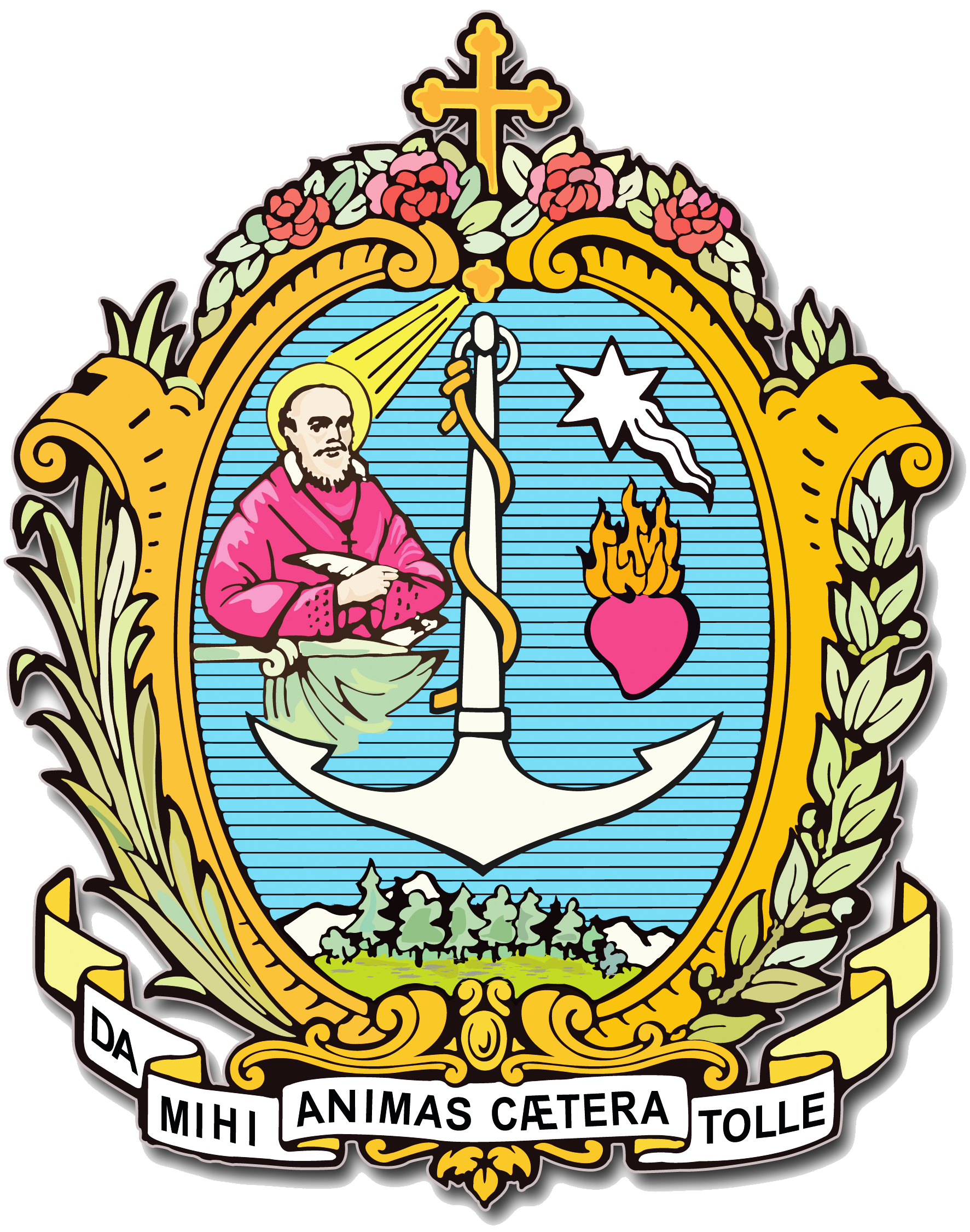
Blason de l'Institut religieux Don Bosco.

L'association sportive Les Spartiates d’Oran est un patronage omnisports créé en 1929 au sein de la paroisse salésienne Don Bosco d'Eckmühl par le révérend père Bailly. Cette association est un des rares clubs catholiques dont le titre soit dépourvu de références religieuses : seule l'évocation de Sparte y souligne des exigences éducatives fortes.
Dès l'année suivante, elle est la seule association oranaise à participer au grand concours de gymnastique d'Alger organisé par la Fédération gymnastique et sportive des patronages de France (FGSPF) pour le centenaire de la prise de Sidi Ferruch.
Le basket-ball ne tarde pas à devenir l'activité principale des Spartiates avec quatre équipes seniors, deux équipes juniors et trois équipes minimes toutes affiliées à la FGSPF qui, à l'époque, fournit à l'Hexagone ses plus grands clubs de basket-ball. À partir de ce moment, les salésiens font du basket une spécificité du milieu catholique algérien et d'Oran la capitale du basket nord-africain. Son grand rival est alors la « Joyeuse Union d'Oran », également fondée par les salésiens.

## Palmarès

### Section de basket-ball
Les Spartiates d'Oran accèdent rapidement au rang de plus grand club d'Algérie dans cette discipline, avec des joueurs sélectionnés en équipe de France. Dès 1934, ils remportent le premier titre de champions d'Afrique du Nord créé cette même année par la nouvelle Fédération française de basket-ball (FFBB).
En 1936, ils remportent les titres de champions d'Oranie de toutes les catégories et celui de champion d'Algérie et d'Afrique du Nord pour l'équipe première. Ils inspirent déjà une telle crainte en métropole que le Sporting Club de préparation olympique, champion de France 1936, se renforce de Prudhomme, de Saint Hippolythe, avant de se risquer à les affronter.
Cette domination se prolonge au-delà de la guerre 1939-1945 et, durant la saison sportive 1948-1949, les Spartiates sont champions du département d'Oran, d'Algérie, d'Afrique du Nord et vainqueurs de l'équipe de France militaire par un écart de 22 points. Le 11 juin 1949, après avoir dominé l'ASVEL Lyon-Villeurbanne (ASVEL), championne de France 1949 en titre, lors de la rencontre annuelle entre les champions de France et ceux d'Afrique du Nord, ils sont sacrés champions de l'Union française.
Après l'indépendance, en 1962, cette association — qui a marqué les pratiques du basket et de la gymnastique dans le sport algérien — poursuit ses activités et participe à l'éclosion du handball algérien.

### Handball: d'Oran à Lyon
La section de handball fait partie des meilleurs clubs en Algérie française dans les années 1950-60, remportant le championnat d'Algérie au moins en 1960 ,. Le 24 avril 1960, les Spartiates remportent le titre de champion de France honneur face au Club olympique de Billancourt. Parmi les joueurs de l'équipe, Jean Goupy se fait remarquer et est sélectionné avec l'équipe de France pour participer au championnat du monde 1961. Le club est sacré champion de France excellence (deuxième division) en 1961 et perd la finale Métropole/Algérie du Championnat de France 1962 contre le Paris UC.
À la suite de l'indépendance de l'Algérie en 1962, le club remporte les deux premières éditions du championnat d'Algérie masculin de handball en 1963 et 1964. Pourtant, à ce moment-là, les Européens d'origine quittent le pays et la plupart des joueurs de cette équipe se retrouvent à Lyon. Ils renforcent notamment l'équipe de l'AS Caluire, club qui évolue en championnat de France masculin de handball 1965-1966 mais des dissensions d'ordre interne provoquent peu après un éclatement et le départ d'un nombre important d'éléments à Fontaines-sur-Saône ou vers un nouveau club baptisé les « Spartiates de Lyon »,,. Cette formation aux brillantes individualités joue notamment deux saisons, en 1964-1965 et 1965-66, en championnat excellence (devenue division 2). Promu en division nationale, le club termine dernier de sa poule et est relégué.

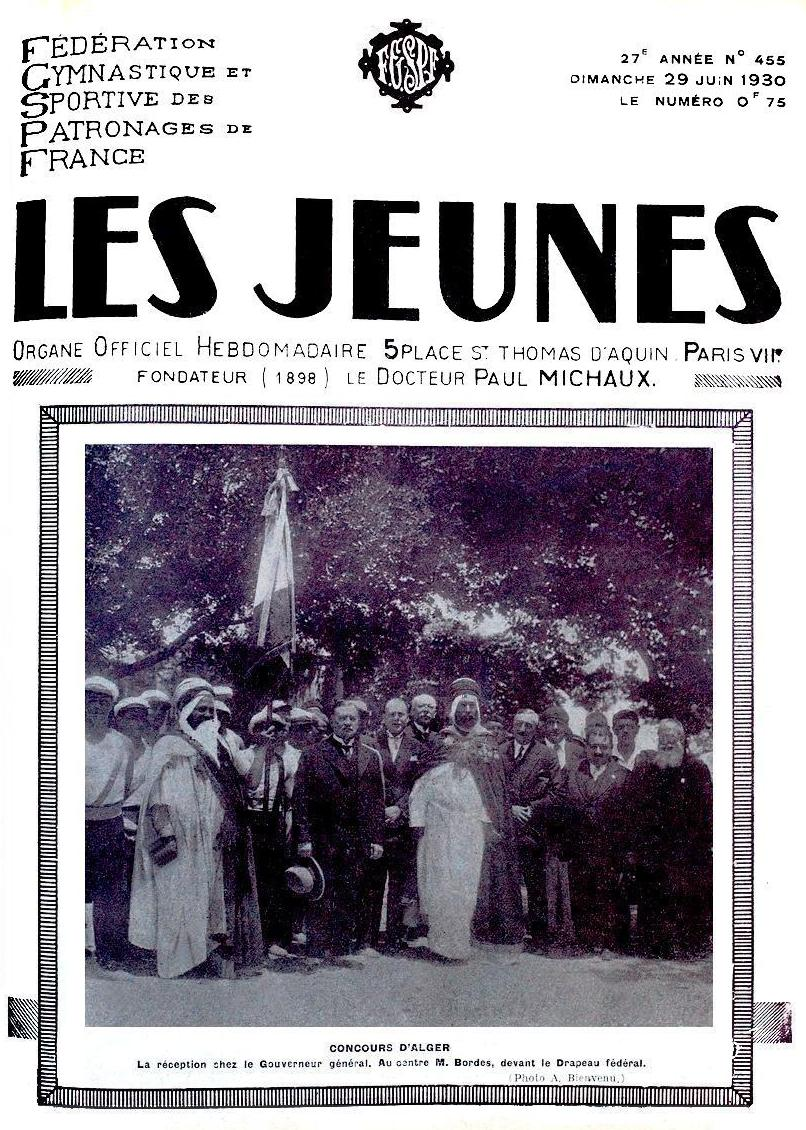
Concours de la FGSPF organisé à Alger en 1930.
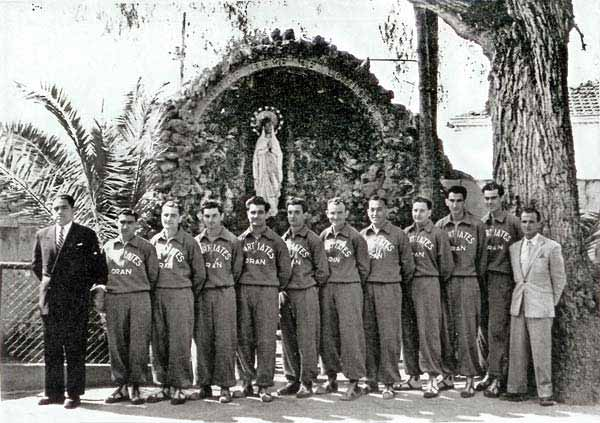
Les Spartiates devant la grotte du patronage d'Eckmulh.